# Ganties
 Ganties  là một xã thuộc tỉnh Haute-Garonne trong vùng Occitanie ở tây nam nước Pháp. Xã nằm ở khu vực có độ cao trung bình 420 mét trên mực nước biển.

Panorama of Ganties and the surrounding countryside.